# Bullet Witch
Bullet Witch (バレットウィッチ, Barettouicchi) és un videojoc de tirs per a Xbox 360 desenvolupat per Cavia inc. que va ser llançat en el Japó el 27 de juliol de 2006 per AQ Interactive, li va seguir un llançament en Amèrica del Nord el 27 de febrer de 2007. En Europa Atari ho llançà el 9 de març traduint els seus textos als principals idiomes europeus. El joc no ha estat llançat amb contingut multijugador però els jugadors poden participar en una competició de rànquing via Xbox Live. El contingut descarregable inclou vestits i noves missions aportant una mica més de vida al joc.
El jugador pren el paper d'Alicia en un futur proper del 2013. La humanitat està a la vora de la destrucció havent patit grans desastres naturals i la invasió de dimonis. La protagonista, Alicia, utilitza un bàcul pistola que posseeix transformacions com escopeta o metralladora. Aquesta arma també pot ser usada per a llançar encisos.